# Monte Generoso
Monte Generoso este o arie protejată (arie de protecție specială avifaunistică — SPA) din Italia întinsă pe o suprafață de 237 ha, integral pe uscat.

## Localizare
Centrul sitului Monte Generoso este situat la coordonatele 45°56′55″N 9°01′19″E / 45.948715°N 9.021957°E.

## Înființare
Situl Monte Generoso a fost declarat arie de protecție specială avifaunistică în ianuarie 2004 pentru a proteja 44 de specii de animale.

## Biodiversitate
Situată în ecoregiunea alpină, aria protejată conține 4 habitate naturale: Păduri pe pante, grohotișuri și ravene de Tilio-Acerion, Păduri de fag Asperulo-Fagetum, Fânețe montane, Pajiști alpine și subalpine calcaroase.
La baza desemnării sitului se află mai multe specii protejate de  păsări (44): uliu porumbar (Accipiter gentilis), pițigoi codat (Aegithalos caudatus), fâsă de pădure (Anthus trivialis), lăstunul mare (Apus apus), acvilă de munte (Aquila chrysaetos), ciuf-de-pădure (Asio otus), buha (Bubo bubo), caprimulg (Caprimulgus europaeus), sticlete (Carduelis carduelis), Certhia brachydactyla, corb (Corvus corax), pițigoi albastru (Cyanistes caeruleus), lăstun de casă (Delichon urbicum), ciocănitoare pestriță mare (Dendrocopos major), ciocănitoare neagră (Dryocopus martius), presură galbenă (Emberiza citrinella), măcăleandru (Erithacus rubecula), vânturel roșu (Falco tinnunculus), cinteză (Fringilla coelebs), Fringilla montifringilla, rândunică (Hirundo rustica), sfrâncioc roșiatic (Lanius collurio), câneparul (Linaria cannabina), mierlă de piatră (Monticola saxatilis), codobatură galbenă (Motacilla alba), muscar sur (Muscicapa striata), alunar (Nucifraga caryocatactes), pietrar sur (Oenanthe oenanthe), pițigoi mare (Parus major), pițigoi de brădet (Periparus ater), viespar (Pernis apivorus), codroș de munte (Phoenicurus ochruros), codroșul de pădure (Phoenicurus phoenicurus), pitulice de munte (Phylloscopus collybita), pițigoi sur (Poecile palustris), aușel cu cap galben (Regulus regulus), mărăcinar (Saxicola rubetra), cănăraș (Serinus serinus), țiclete (Sitta europaea), scatiu (Spinus spinus), huhurez mic (Strix aluco), silvie cu cap negru (Sylvia atricapilla), silvie de zăvoi (Sylvia borin), pănțărușul (Troglodytes troglodytes)
Pe lângă speciile protejate, pe teritoriul sitului au mai fost identificate 30 de specii de plante, 9 specii de mamifere, 5 specii de reptile.